# Фралињ
Фралињ (фр. Fralignes) насеље је и општина у североисточној Француској у региону Шампањ-Арден, у департману Об која припада префектури Троа.
По подацима из 2011. године у општини је живело 80 становника, а густина насељености је износила 15,56 становника/km². Општина се простире на површини од 5,14 km². Налази се на средњој надморској висини од 233 метара.

## Демографија
| 1962. | 1968. | 1975. | 1982. | 1990. | 1999. | 2011. |
| ----- | ----- | ----- | ----- | ----- | ----- | ----- |
| 107   | 114   | 78    | 92    | 76    | 65    | 80    |

График промене броја становника у току последњих година